# Bartelsgrabentalbrücke
Die  Bartelsgrabentalbrücke  oder Talbrücke Bartelsgraben ist eine 1160 m lange zweigleisige Eisenbahnüberführung der Schnellfahrstrecke Hannover–Würzburg. Sie liegt bei Streckenkilometer 312, auf dem Gebiet der Gemeinden Zellingen und Leinach, nordwestlich von Würzburg. Die Balkenbrücke liegt in Unterfranken westlich von Zellingen und überspannt die Täler des Gespringsbaches und des Bartelsgraben sowie die Landstraße von Zellingen nach Billingshausen. Die Streckengleise liegen in einer Höhe von maximal 55 m über dem Talboden.

## Lage und Verlauf
Die Brücke durchquert das Trinkwasserschutzgebiet der Gespringsquellen Zellingen, aus dem (Stand: 1983) ein Viertel des Würzburger Trinkwassers gewonnen wird. Auf Grundlage eines einjährigen hydrologischen und Erkundungs- und Beweissicherungsprogramms wurde in der Planungsphase eine Streckenführung am östlichen Talrand der engeren Schutzzone gefunden, die unter Auflagen genehmigt werden konnte.
Die Trasse beschreibt in südlicher Richtung zunächst eine Rechtskurve von 10.000 m Radius und geht anschließend in eine Gerade über. Die Gradiente fällt dabei durchgehend um 12,5 Promille ab.
Südlich schließt sich, nach einem kurzen Damm, die Leinachtalbrücke an das Bauwerk an. Nördlich folgt, nach einem Abschnitt freier Strecke, der Hohe Wart-Tunnel.

## Geschichte
Nach dem Planungsstand von Ende 1977 war eine Länge von 1232 m für das Bauwerk vorgesehen. Trassen- und Gradientenverlauf entsprachen dabei bereits dem später realisierten Bauwerk.
Die Überführung wurde zwischen den Jahren 1984 und 1986 erbaut, die Kosten betrugen ungefähr 34 Millionen DM.
Die Brücke wurde, neben der 1.290 m langen Maintalbrücke Veitshöchheim, als letzte Brücke im Südabschnitt der Strecke fertiggestellt.

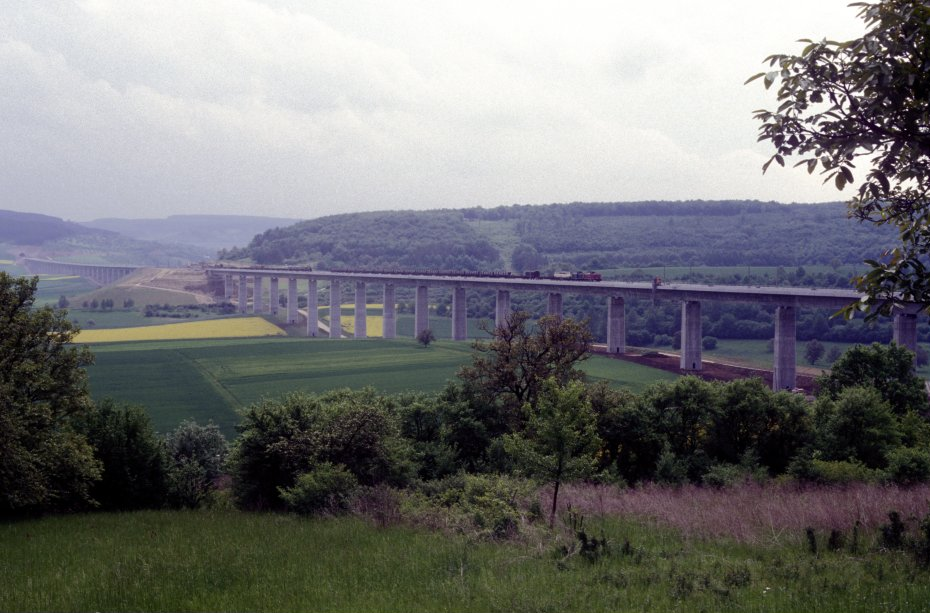
Bauzüge auf Brücke (Mai 1986)

Der Überbau wurde in Abschnitten von 48 m bis 68 m Länge mit einem Vorschubgerüst im Zwei-Wochen-Rhythmus hergestellt. Die 900 Tonnen schwere Vorschubrüstung lagerte auf der einen Seite auf Konsolen, die an den Pfeilern befestigt wurden, und war auf der anderen Seite am bereits fertiggestellten Bauabschnitt aufgehängt.
In der Planungs- und Bauphase lag die Brücke in den Baukilometern 295 und 296.

## Konstruktion

### Unterbau
Die rechteckigen und zwischen 25 und 49 m hohen Stahlbetonpfeiler haben einen Hohlkastenquerschnitt mit 35 cm Wanddicke. Die Längskräfte aus dem Überbau werden über drei Festpfeiler (Wanddicke 46 cm), in Brückenmitte angeordnet, die Bremskräfte mit Hilfe von hydraulischen Bremsdämpfern über die Widerlager in den Baugrund abgetragen. Die Widerlager und neun Pfeiler sind flach gegründet, zehn Pfeiler haben Pfahlkopffundamente mit Großbohrpfählen.
Die Pfähle besitzen einen Durchmesser von 1,5 m und eine Gesamtlänge von 2900 m.

### Überbau

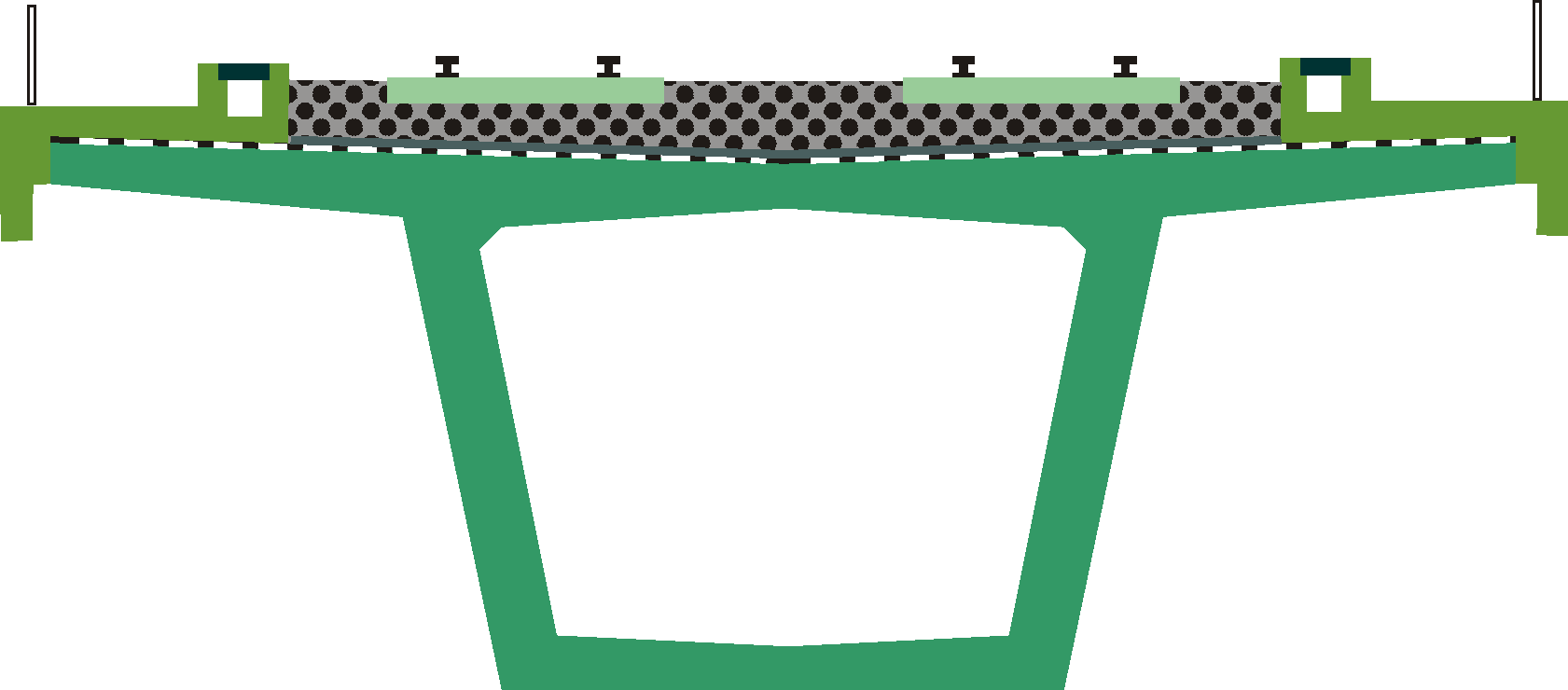
Querschnitt Überbau

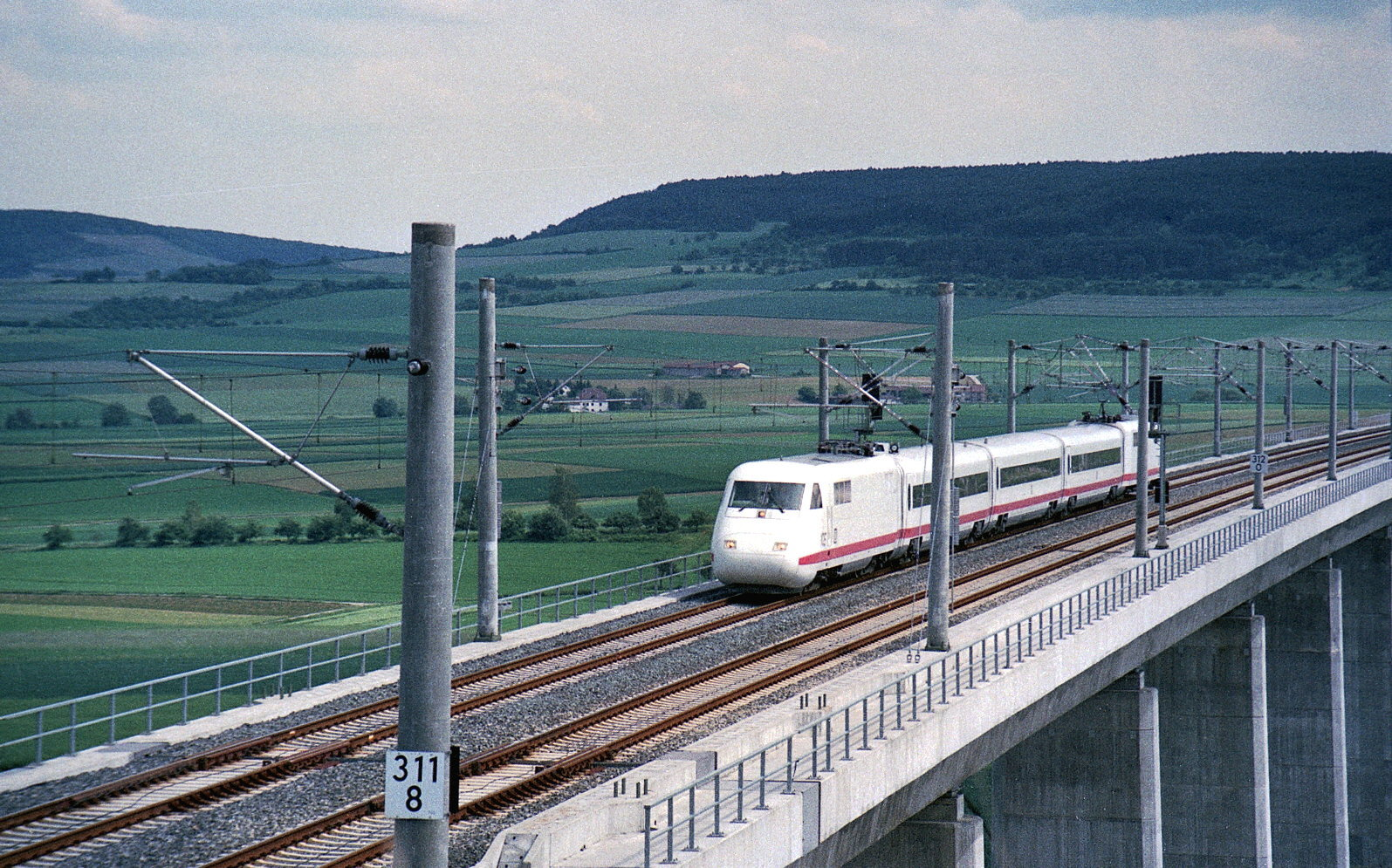
Der ICE-Vorläuferzug InterCityExperimental passiert am 29. Mai 1988 die Brücke, auf dem Weg nach Würzburg

Der 20-feldrige Überbau besteht aus vier durch Dehnfugen getrennten Durchlaufträgerabschnitten, welche in Längsrichtung zug- und druckfest miteinander gekoppelt sind. Diese Abschnitte weisen je fünf Felder mit Pfeilerachsabständen von einheitlich 58 m auf. Die Querschnittsform ist ein einzelliger Stahlbetonhohlkasten, in Längsrichtung vorgespannt. Die Träger sind 4,75 m hoch, haben 60 cm dicke geneigte Stege und eine 5,3 m breite Bodenplatte. Außerdem ist die Fahrbahnplatte bei einer Überbaubreite von 14,3 m in Querrichtung vorgespannt.